# Бёюк-Алагёль
Бёю́к-Алагёль (азерб. Böyük Alagöl) или Большой Алагёль — пресноводное сточное озеро на юго-западе Кельбаджарском районе Азербайджана, самое крупное из группы озёр Алагёлляр. Расположено в горах Малого Кавказа, на Карабахском вулканическом нагорье, на высоте 2800 метров над уровнем моря близ границы с Арменией.
Бёюк-Алагёль — крупнейшее озеро ледникового происхождения в Азербайджане. Площадь составляет около 5 км², глубина — 8 м. Озеро питается водой небольших речек Курбагачай, Азадчай и др.
В начале 1990-х годов, в ходе Первой карабахской войны, территория на которой расположено озеро была захвачена непризннаной Нагорно-Карабахской Республикой. В ноябре 2020 на основании заявления о прекращении огня, окончившего Вторую карабахскую войну, территория Кельбаджарского района была возвращена Азербайджану.